# زیردریایی یو-۴۴ (۱۹۳۹)
زیردریایی یو-۴۴ (۱۹۳۹) (به انگلیسی: German submarine U-44 (1939)) یک زیردریایی بود که طول آن ۷۶٫۵ متر (۲۵۱ فوت) و ارتفاع آن ۹٫۴ متر (۳۰ فوت ۱۰ اینچ) بود. این زیردریایی در سال ۱۹۳۹ ساخته شد.
در ۱۳ مارس ۱۹۴۰، او به مین برخورد کرد که در میدان شماره ۷ واقع در ساحل شمالی هلند واقع شده بود. همه ۴۷ خدمه او با این زیردریایی پایین رفتند.